# Trikloreddikesyre
Trikloreddikesyre (TCA, TCAA; tillige kendt som triklorethansyre) er et derivat af eddikesyre, i hvilket de tre brintatomer på methylgruppen alle er blevet substitueret med kloratomer. Under standardbetingelser fremtræder trikloreddikesyre som en farveløs, flygtig væske med en skarp, stikkende lugt. På grund af kloratomernes elektrontiltrækkende virkning er trikloreddikesyre en væsentligt stærkere syre end eddikesyre, og da det tillige let trænger ind i huden ved kontakt, bør det håndteres meget forsigtigt.
Salte af trikloreddikesyre kaldes trikloracetater.